# Camenca (Trotuș)
Il fiume Camenca è un affluente del fiume Trotuș in Romania.